# (687170) 2011 QF99
(687170) 2011 QF99とは、天王星のトロヤ群およびケンタウルス族に属する小惑星の1つである。初めて発見された天王星のトロヤ群小惑星である。

## 概要
2011 QF99は、2011年8月29日に、Mike Alexandersenらのチームによってマウナケア天文台群の1つであるカナダ・フランス・ハワイ望遠鏡3.5m望遠鏡を用いて発見された。
その後、2013年3月22日になって、発見者であるAlexandersenらによって、2011 QF99が太陽と天王星のラグランジュ点のうち、天王星の前方60度の位置に存在するL4の近傍に位置する事がわかった。これは初めて発見された天王星のトロヤ群小惑星である。トロヤ群としては木星、火星、海王星、地球に次いで5番目の発見である。

## 軌道の性質
2011 QF99は天王星のトロヤ群であるため、天王星と1:1の軌道共鳴をしており、軌道長半径や公転周期は天王星と類似する。軌道長半径は28.66億km (19.16AU) であり、天王星の30.04億km (20.08AU) よりわずかに内側である。そのため、ケプラーの法則により、公転周期も天王星の84.32年よりもやや短い83.87年である。
その他の軌道の性質は天王星とはあまり似ていない。軌道離心率は0.18と、天王星の0.04と比べればかなり大きい。そのため、近日点距離は23.61億km (15.78AU) 、遠日点距離は33.73億km (22.55AU) となる。また、軌道傾斜角も10.80度と、これも天王星の0.77度と比べてかなり傾いている。近日点の通過は、前回は1951年2月12日であり、次回は2034年12月28日である。
天王星のトロヤ群は、他の惑星のトロヤ群と比べて不安定な存在であり、普段はケンタウルス族の中にあり、時々トロヤ群として捕らわれると考えられている。また、ケンタウルス族そのものもかなり不安定な軌道である。そのため、2006年にはシミュレーションによって、天王星と土星のトロヤ群に含まれる小惑星は極めて数が少ないと考えられていた。2011 QF99も、約7万年間以上はL4にとどまっていると考えられているが、それはケンタウルス族の軌道にいる約100万年間中の一時である。

## 物理的性質
2011 QF99の絶対等級は9.7である。直径はアルベドを0.09と仮定すると約50.9kmとなる。また表面温度は平均で-211℃と推定される。